# Юріс Упатніекс
Юріс Упатніекс (латис. Juris Upatnieks, нар. 7 травня 1936, Рига, Латвія) — американський фізик та винахідник латиського походження, піонер в галузі голографії.

## Біографія
Упатніекс народився 1936 року в Ризі, Латвія, проте з приходом радянських військ 1944 року разом з сім'єю переїхав до Німеччини, шукаючи там притулку. 1951 року разом з родиною емігрував до США. Родина оселилась в Акроні, Огайо. Там він і закінчив школу та вивчав електроінженерію в Акронському університеті. Здобув диплом бакалавра в 1960 році. Після цього навчався в Інституті науки та технологій Мічиганського університету, де він отримав диплом магістра електроінженерії в 1965 році. З 1973 по 1993 рік працював у Мічиганському інституті дослідження навколишнього середовища та був асистентом професора у відділі електро- та комп'ютерної інженерії Мічиганського університету в місті Енн-Арбор. Там, до 1996 року, він викладав лабораторний курс оптики. З 1993 по 2001 року працював консультантом прикладної оптики в Енн-Арбор. З 1996 по 2001 рік також займався дослідною діяльністю на факультеті Механічної інженерії та прикладної механіки Мічиганського університету.
1964 року разом з Емметом Літом продемонстрував першій тривимірні голограми в Сполучених Штатах та опублікував низку технічних документів.
Станом на 2009 рік йому належало 19 патентів, серед яких був голографічний приціл.

## Нагороди
- 1975 — Премія Вуда від Оптичного співтовариства Америки
- 1976 — Медаль Голлі від Американського товариства інженерів-механіків
- 1976 — Нагорода «Винахідник року»
- 1999 — «Велика медаль» від Академії наук Латвії